# Campanula kiharae
Campanula kiharae là loài thực vật có hoa trong họ Hoa chuông. Loài này được Kitam. mô tả khoa học đầu tiên năm 1956.